# Viruela símica
La viruela símica(en inglés: mpox) es una enfermedad vírica poco común que aparece principalmente en África Central y Occidental, donde ahora es endémica, y que en mayo de 2022 comenzó a aparecer en todo el mundo.

## Nomenclatura
El nombre de «viruela símica» o «viruela del mono» se acuñó originalmente porque la enfermedad se identificó por primera vez en monos de laboratorio. Posteriormente, este nombre fue criticado por ser inapropiado, ya que los monos no son el huésped ni el reservorio principal. También fue criticado porque el nombre reforzaba el racismo y el estigma sobre los países africanos como fuente de enfermedades. En noviembre de 2022, la OMS anunció que "adoptará el término mpox en sus comunicaciones y anima a otros a seguir su ejemplo"; ése mismo día, la OMS aclaró que dicho cambio atañe solamente al idioma inglés. La Organización Panamericana de la Salud también enfatizó que cualquier nuevo nombre en español sería sujeto de estudio.

## Historia

### Origen
Se conoce como viruela símica debido a que se encontró supuestamente por primera vez en 1958 en simios de laboratorio en Dinamarca. Posteriormente, algunos exámenes de sangre de animales en África revelaron que otros tipos de animales probablemente tenían la viruela del simio. Los científicos también descubrieron el virus que causa la enfermedad en una ardilla africana (Funisciurus congicus). Estos tipos de ardillas podrían ser el huésped común de la enfermedad. Además las ratas, los ratones y los conejos también pueden infectarse por el virus de la viruela símica. 
La infección humana por este virus se describió por primera vez en 1970 en Zaire (hoy República Democrática del Congo). Desde ese momento, son numerosos los brotes registrados en países del África central y occidental sobre todo en la República Democrática del Congo y en Nigeria, aunque también los ha habido en Benín, Camerún, República Centroafricana, Gabón, Costa de Marfil, Liberia, la República del Congo, Sierra Leona,

### Brote de 2003 en los Estados Unidos

La región del Medio Oeste, donde ocurrió este brote.

En 2003, se produjo un brote de viruela símica en los Estados Unidos. Fue la primera vez que se detectó la enfermedad en el Hemisferio occidental. Se detectaron un total de 93 casos en seis estados del Medio Oeste: Wisconsin (44 casos), Indiana (24), Illinois (19), Ohio (4), Kansas (1), Misuri (1) y Nueva Jersey (1). El brote se atribuyó a unas ratas gambianas importadas a Texas, que luego se enviaron a un distribuidor de Illinois que las alojó junto a unos perritos de la pradera (una especie emparentada con las marmotas) y se infectaron. 
No se encontró transmisión de persona a persona, sino que los infectados contrajeron la enfermedad por contacto con estos animales.
Para evitar que el virus volviera a Estados Unidos, los Centros para el Control y Prevención de Enfermedades prohibieron la importación de roedores africanos. La Administración de Alimentos y Medicamentos prohibió el envío interestatal de perritos de las praderas y de roedores africanos.

### Brote de 2017 a 2021 en Nigeria
En septiembre de 2018 se notificaron 2 casos de infección humana por el virus de la viruela símica. Se trataba de dos personas que probablemente adquirieron la infección del brote en Nigeria (uno de ellos era un residente de este país africano y el segundo era un británico que había pasado sus vacaciones en dicho país) y habían recibido atención sanitaria en centros sanitarios especializados en el tratamiento de enfermedades tropicales en Londres y Liverpool, respectivamente.
El 15 de julio de 2021, los Centros para el Control y Prevención de Enfermedades confirmaron el positivo de un residente estadounidense que regresó desde Nigeria.

### Brote de 2022

Mapa del contagio de viruela símica a nivel global.
Rama del África Occidental
Rama centroafricana
Países en los que se han observado ambas ramas
Brote de la rama del África Occidental de 2022

En 2022, se produjo un brote de viruela símica siendo el caso índice el de un británico que presentó síntomas de la enfermedad tras haber viajado a Lagos y al estado del Delta, en Nigeria, donde esta enfermedad se considera endémica. Cuando regresó a Reino Unido, se le detectó la enfermedad y se hizo un seguimiento exhaustivo de los contactos.
Para el 18 de mayo, se habían notificado 14 casos en Portugal, 7 en España, y uno en Estados Unidos, aunque había casos sospechosos en otros países. Al día siguiente, se encontraron casos en Italia, Suecia, y Bélgica. Estados Unidos compró 13 millones de vacunas contra la enfermedad. Al día de hoy, se han encontrado casos en Australia, Alemania, los Países Bajos, Israel y Suiza.

### Brote de 2023-2024 en África Central
Durante 2023, un brote del clado I de la viruela símica en la República Democrática del Congo dio lugar a la notificación de 14.626 casos sospechosos, con 654 muertes asociadas, lo que supone una tasa de letalidad del 4,5%. El brote continuó en 2024, con 3.576 casos sospechosos de la enfermedad y 265 muertes notificadas en la República Democrática del Congo durante las primeras nueve semanas del año, lo que supone una tasa de letalidad estimada del 7,4%.
La transmisión del virus en este brote parece producirse principalmente por contacto sexual y familiar estrecho, con casos en zonas sin antecedentes de esta enfermedad, como Kivu del Sur y Kinshasa. Se estima que el 64% de los casos y el 85% de las muertes se han producido en niños. El brote consiste en dos subvariantes separadas del clado I, una de las cuales tiene una nueva mutación que hace que la detección con los ensayos estándar sea poco fiable.
El brote se extendió al país vecino de la República del Congo, con 43 casos registrados en marzo de 2024.  Hacia agosto de 2024, el brote se extendió aún más en el centro y sur de África con casos de cepas de clado I y clado II reportados en Burundi, Ruanda, Uganda, Kenia, Costa de Marfil, y Sudáfrica.
La OMS declaró una emergencia sanitaria mundial en agosto de 2024, nombrando a Dimie Ogoina como presidente del Comité de Emergencia para el control y seguimiento de la enfermedad. Suecia se convirtió en el primer país no africano en notificar un caso del clado I,mientras otro caso fue también confirmado en Pakistán.

## Causa
La enfermedad es causada por el virus Monkeypox, un virus de doble cadena de ADN del género Orthopoxvirus, familia Poxviridae. Pertenece al mismo grupo que el virus de la viruela (variola virus) y el virus de la viruela bovina.
Existen dos subtipos del virus: Clado I (con el subclado Ia y Ib) y clado II (con el subclado IIa y IIb). El clado I es considerado más peligroso, causando una enfermedad más severa y mayor letalidad. 

## Transmisión
La infección se produce por contacto directo con la sangre, los líquidos corporales, las lesiones de la piel o las mucosas de animales infectados (zoonosis).

## Cuadro clínico
En los seres humanos, los signos y síntomas de la viruela símica son como los de la viruela, aunque usualmente son más leves. Sin embargo, la viruela símica hace que los ganglios linfáticos se inflamen.
Unos 12 días después de infectarse, las personas sufren fiebre, dolor de cabeza, músculos doloridos, dolor de espalda, inflamación de los ganglios linfáticos y sensación de cansancio. Después de uno a tres (o más) días a partir de la aparición de la fiebre, tendrán una erupción cutánea. Esta erupción se convierte en abultamientos elevados llenos de líquido que a menudo comienzan en la cara (aunque también pueden aparecer en otros lugares) y se extienden. Los abultamientos pasan por diversas etapas antes de formar una cascarilla, luego, una costra y, finalmente, se caen. Por lo general, la enfermedad dura de 2 a 4 semanas.

## Tratamiento
En la Unión Europea y los Estados Unidos, el tecovirimat está aprobado para el tratamiento de varios poxvirus, incluida la viruela del simio. BMJ Best Practice recomienda tecovirimat o el tratamiento contra la viruela brincidofovir como tratamiento antiviral de primera línea si es necesario, junto con el tratamiento de los síntomas (incluidos antipirético, equilibrio de líquidos y oxigenación). Se puede usar una terapia antibiótica empírica o aciclovir si se sospecha una infección secundaria bacteriana o por varicela zóster, respectivamente.

## Vacuna
Actualmente no existe una vacuna específica para prevenir la infección del virus Monkeypox. La CDC (Centros para el control y la prevención de enfermedades) recomienda el uso de la vacuna de la viruela para prevenir la transmisión del virus. 